# Openfire
Openfire (ursprünglich Wildfire und Jive Messenger) ist ein XMPP-Server, der in der Programmiersprache Java geschrieben ist und unter der Apache-Lizenz 2.0 veröffentlicht wird.

## Allgemein
Der Openfire-Server ist dank Java-Implementation nahezu plattformunabhängig und lässt sich mit Hilfe von Setup-Dateien auf allen Betriebssystemen einfach installieren. Der Hersteller Jive Software entwickelte zusätzlich den Spark XMPP-Client, der alle Features von Openfire abdeckt, allerdings kann selbstverständlich jeder andere Client mit XMPP-Unterstützung verwendet werden. Die Verbindung zwischen Server und Client kann unverschlüsselt oder verschlüsselt mit SSL/TLS erfolgen. Nachrichten, Benutzerdetails und Benutzereinstellungen werden in der mitgelieferten Datenbank auf Basis von Apache Derby gespeichert, oder aber kann jedes andere Datenbankmanagementsystem mit JDBC-Unterstützung verwendet werden. Openfire unterstützt das LDAP-Protokoll und kann damit gemeinsam mit Active Directory verwendet werden.
Der Server wird über eine Weboberfläche eingerichtet und betreut, welche auf den Ports 9090 (HTTP) und 9091 (HTTPS) verfügbar ist. Über diese Oberfläche können Benutzer und Räume eingerichtet, Plugins installiert und sonstige Servereinstellungen geändert werden. Über die derzeitigen optionalen Plugins können Offline-Nachrichten weitergeleitet, Nachrichten mit bestimmtem Inhalt (z. B. Spam) gefiltert, Benutzerbenachrichtigungen bei neuen E-Mails oder die Meldung des Tages gesendet werden. Ein Plugin ermöglicht die serverseitige Integration von ICQ, AIM, MSN, Yahoo und Google Talk. Auch gibt es ein Plugin, das SIP-Telefonie über den XMPP-Client Spark mit einer Red5(Flash) Erweiterung ermöglicht.